# Haasenstraße
Die Haasenstraße in Hannover ist eine im 19. Jahrhundert angelegte Straße entlang der Bahnlinie Hannover–Altenbeken im heutigen Stadtteil Mitte. Die Namensgebung der Straße, die heute vom Schiffgraben zum Gutenberghof führt, erfolgte mutmaßlich nach dem Königlichen Baumeister Conrad Wilhelm Hase, der im Zuge der Industrialisierung des Königreichs Hannover beim Bau der Königlich Hannöverschen Staatseisenbahnen beteiligt war und auf einem der Grundstücke an der Haasenstraße ein Haus errichtete.

## Geschichte
Nach dem Bau der Königlich Hannöverschen Staatseisenbahnen und dem Hannoverschen Bahnhof entstand zunächst noch nur am Rande der Residenzstadt Hannover die von dem Stadtbaumeister Georg Ludwig Friedrich Laves geplante Ernst-August-Stadt. Die Bebauung der Straßenzüge dauerte allerdings noch eine Weile. So wurde etwa südöstlich des – heutigen – Hauptbahnhofes zunächst ein Güter- und Produktenbahnhof in dem Dreieck zwischen der Prinzenstraße, der Bahnlinie und dem Schiffgraben eingerichtet, der Güterbahnhof Eselswiese. Vor dem von der Hauptbahnlinie nach Südwesten zur Eselswiese abzweigenden Gleisbündel wurde im Jahr 1863 die Haasenstraße angelegt, an der Conrad Wilhelm Hase schließlich auch ein Haus errichtete.
Nachdem schon Ende der 1860er Jahre eine völlige Umgestaltung der Bahnanlagen Hannovers beschlossen worden war, wurden insbesondere die durch die Stadt führenden Gleiskörper höher gelegt, um durch Unterführungen durch die neuen Bahndämme den Verkehr kreuzungsfrei fließen lassen zu können.
In der Gründerzeit des Deutschen Kaiserreichs eröffnete der Kammermusiker Wilhelm Gertz in seinem eigenen Haus unter der Adresse Haasenstraße 5 im Jahr 1873 sein erstes Geschäft für Pianos, mit dem die Familie zum größten Piano-Händler in Deutschland aufstieg und auch international bekannt wurde. Noch vor dem Erreichen des 14. Lebensjahres von Gertz Sohn Richard W. Gertz war Theodor Steinway vielfacher Gast in der Haasenstraße, gab dem jugendlichen Erfinder entscheidende Anregungen für dessen spätere internationale Karriere.
Ein gutes halbes Jahrhundert nach der Anlage der Haasenstraße war der Ursprung ihrer Namensgebung schon fast vergessen worden; laut den Hannoverschen Geschichtsblättern von 1914 erschien er „[...] zweifelhaft“. Erst das zwischen 1925 und 1933 angefertigte Manuskript Straßen-Namen von Groß-Hannover von Hinrich Hesse, heute im Nachlass Bartholdy im Stadtarchiv Hannover, stellten den Bezug zu dem Architekten Conrad Wilhelm Hase wieder her.

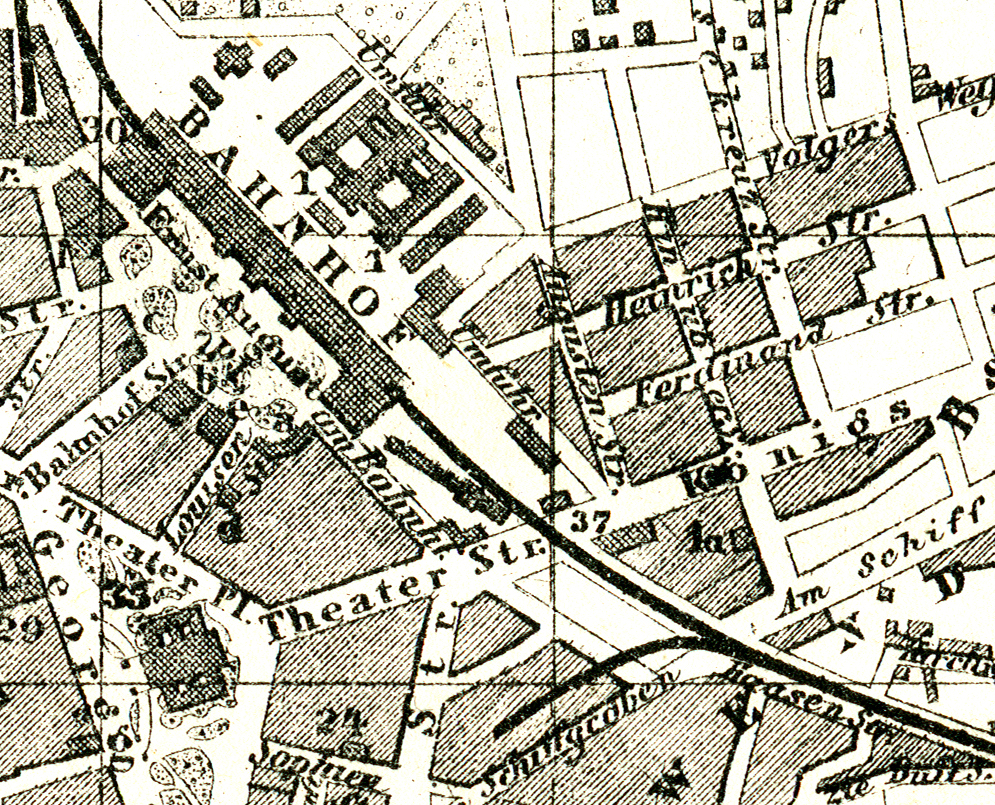
Stadtplan von Hannover (Ausschnitt) von 1873 mit der Haasenstraße (unten rechts) entlang der innerstädtisch seinerzeit schon hochgelegten Bahnstrecke Hannover–Altenbeken
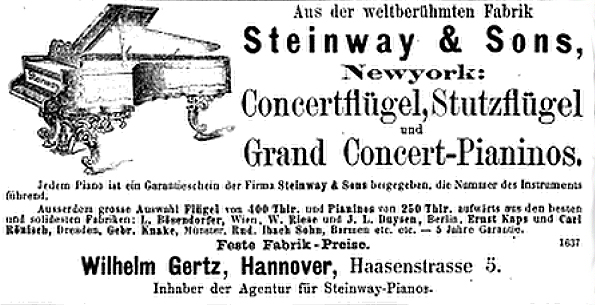
Annonce von Wilhelm Gertz als Steinway & Sons-Vertreter in seinem Haus Haasenstraße 5; Illustrirte Zeitung vom 21. November 1874